# Ferjan Ormeling
Ferdinand Jan (Ferjan) Ormeling (Utrecht, 20 november 1942 – aldaar, 13 juni 2025) was een Nederlands cartograaf. Hij was een zoon van de cartograaf Ferdinand Jan Ormeling sr.

## Biografie
Ferjan Ormeling woonde tot zijn zesde jaar in Den Haag. Zijn ouders Ferdinand Jan Ormeling sr. en K.J. (Ina) ten Hoopen waren beiden geograaf. In 1948 verhuisde het gezin naar Java, waar zijn vader het Geografisch Instituut van Batavia opzette. In 1961 ging Ferjan jr. aan de Rijksuniversiteit Groningen geografie studeren. Hij volgde colleges van onder andere Willem Frederik Hermans. Gedurende zijn gehele studietijd werkte Ferjan bij uitgeverij J.B. Wolters aan de Bosatlas, waarvan zijn vader inmiddels hoofdredacteur was geworden. In 1968 trouwde hij, in 1971 en 1973 werden een zoon en een dochter geboren. Na zijn afstuderen in 1969 ging hij aan de Rijksuniversiteit Utrecht werken onder professor Cornelis Koeman, bij wie hij bijvakcolleges had gevolgd. Op 3 juni 1983 promoveerde hij op een proefschrift over het opnemen van geografische namen in minderheidstalen op topografische kaarten. Promotoren waren Cornelis Koeman en Dick Blok.
Van 1985 tot 2009 was prof. dr. Ormeling hoogleraar cartografie aan de Universiteit Utrecht. Hij gaf colleges over atlascartografie, milieukartering, cartografische theorievorming, historische cartografie, kaartredactie en kaartproductie. Eerstejaars studenten geografie kregen van hem het college Grafische grammatica. Als motor van een van de weinige cartografische opleidingen in Nederland was hij ruim twee decennia het boegbeeld van de cartografie in Nederland. Hij hield zich onder andere bezig met de vraag hoe thematische kaarten moesten worden vormgegeven teneinde een zo goed mogelijke informatie-overdracht te bewerkstelligen. Hij had zware kritiek op de kaarten in overheidsrapporten (en op het veelvuldig ontbreken van kaarten daarin). Die slechte kaarten zouden een goede besluitvorming door bijvoorbeeld de Tweede Kamer in de weg staan. In zijn inaugurele rede met de titel Beeldvorming in april 1986 stelde Ormeling: "De beschrijving van het kaartmateriaal is een lithanie, een aaneenschakeling van cartografische vergissingen, onbegrip en onwetendheid."
Ormeling heeft zich altijd sterk gemaakt voor een spelling van het woord cartografie met een k.
In 2005 schreef hij een biografie van de Bosatlas. Hij had veel belangstelling voor historisch-cartografische onderwerpen, met name aangaande Nederlands Oost-Indië. In 2003 verscheen van zijn hand de Grote Atlas van Nederlands Oost-Indië, die op Paleis Soestdijk werd overhandigd aan Prins Bernhard en in 2006 de Grote atlas van de Verenigde Oost-Indische Compagnie, deel 1, Atlas Isaak de Graaf.

## Bestuursfuncties
Vanaf 1975 was hij lid van het bestuur van de Nederlandse Vereniging voor Kartografie, vanaf 1983 als vice-voorzitter en in de periode 1995-1997 als voorzitter, waarna hij het bestuur verlaat. In 2001 werd hij benoemd tot erelid. Tevens was hij altijd lid van de redactie van het Kartografisch tijdschrift, vanaf 1983 als hoofdredacteur.
Ormeling was van 1988 tot 2018 tot voorzitter van de werkgroep Buitenlandse Aardrijkskundige Namen van de Nederlandse Taalunie, die adviseert over de schrijfwijze van de betreffende namen in het Nederlands. Daarnaast was hij voorzitter van de Adviescommissie Aardrijkskundige Namen in Nederland. Deze commissie verstrekt adviezen aan overheden, gevraagd of ongevraagd, over aardrijkskundige namen in Nederland, zoals waternamen, plaatsnamen, veldnamen of namen van kunstwerken.
Van 1999 tot 2007 was hij Secretaris-generaal en penningmeester van de International Cartographic Association (ICA)

## Onderscheidingen
In 2017 werd de Plancius medaille aan hem uitgereikt door het Koninklijk Nederlands Aardrijkskundig Genootschap (KNAG). In 2009 werd hem door de International Cartographic Association de gouden Carl Mannerfelt medaille uitgereikt, de hoogste onderscheiding in de cartografie, voor zijn wetenschappelijke verdiensten. Op 10 mei 2013 ontving hij een eredoctoraat van de Eötvös Loránd Universiteit in Boedapest. Op 7 mei 2015 ontving hij een eredoctoraat van de Aristoteles-universiteit van Thessaloniki. Van 8-16 augustus 2017 was hij de gekozen voorzitter van de 11e United Nations Conference on the Standardization of Geographical Names in New York. Op 24 juni 2022 ontving hij in Berlijn van de voorzitter van de Deutsche Gesellschaft fur Kartographie de gouden Mercator-medaille voor bijzondere verdiensten voor de kartografie.
Hij was Ridder in de Orde van de Nederlandse Leeuw.